# ヨハネス・ヴィルヘルム・イェンセン
ヨハネス・ヴィルヘルム・イェンセン（Johannes Vilhelm Jensen, 1873年1月20日 - 1950年11月25日）はデンマークの小説家。20世紀デンマークで最も偉大な作家とも評される。1944年にノーベル文学賞を受賞した。姉妹の一人、マリア・イェンセンも有名な作家で、初期のフェミニストである。

## 生涯
彼はユトランド半島北部のFarsøという村で獣医の息子として生まれ、田舎の環境で育った。コペンハーゲン大学で医学を学んでいる時、学費のためにジャーナリストとして働いた。3年間大学で学んだ後、彼は進路を変更し、文学の仕事をすることに決めた。
最初の文学作品はペシミズムの影響を受けたもので、祖国デンマークに関する話を集め、1898年から1910年にかけ、出版されたHimmerland Stories（ヒンマーラン短編集）である。1900年から1901年に、傑作Kongens Fald (The Fall of the King 『王の没落』）を書き上げた。16世紀のデンマーク王クリスチャン2世の没落を描いた近代歴史小説で、1999年に20世紀デンマークで最高の小説に選ばれた。
1906年には大著Digte 1906 (Poems 1906) を上梓し、デンマークに散文詩を紹介した。彼は詩や少しの戯曲、多くのエッセイも書き、テーマは主に人類学や進化の哲学に関するものが多かった。
ハンス・クリスチャン・アンデルセンと同様に、彼もよく旅行をした。アメリカへの旅行中にPaa Memphis Stationという詩の着想を得、これはデンマークで非常に良く知られる詩になった。ウォルト・ホイットマンはイェンセンの影響を受けた作家の一人である。
イェンセンの有名な作品は全て1920年以前に作られた。これ以降彼は生物学と動物学の研究に没頭し、チャールズ・ダーウィンの理論を基にした、倫理にかなったシステムを作るために努力をした。彼はまた古典詩の再生にも希望を持った。イェンセンはデンマークでは論争の的になっている人物で、彼の無茶な論客やしばしば人種差別的な理論は彼の評判を下げた。しかし、彼はファシスト的な言動は決してしなかった。
彼はデンマークに散文詩や直接的な言葉を使った詩をもたらしたことで、デンマーク近代詩の父とみなされている。彼の直接的な影響は1960年代に表れた。ラドヤード・キップリング、クヌート・ハムスン、カール・サンドバーグの3人の作家と並び称されている。
ヨハネス・ヴィルヘルム・イェンセンは、ジークムント・フロイトによる分析で有名になった小説「Gradiva グラディーヴァ」を1903年に書いたドイツ人作家のヴィルヘルム・イェンセン（1837‐1911）と混同されることがあるが、別人である。

## 訳書
- 「ヒンマーラン短編集」ノーベル賞文学全集2・主婦の友社、竹内孝次訳、1970年
- 『王の没落』長島要一訳、岩波文庫、2021年4月